# Nadleśnictwo Włoszakowice

Trasa rowerowa w leśnictwie Krzyżowiec

Nadleśnictwo Włoszakowice – jednostka organizacyjna Lasów Państwowych podległa Regionalnej Dyrekcji Lasów Państwowych w Poznaniu.
Lasy i grunty leśne Nadleśnictwa Włoszakowice położone są w 6 gminach dwóch województw (wielkopolskie i lubuskie).

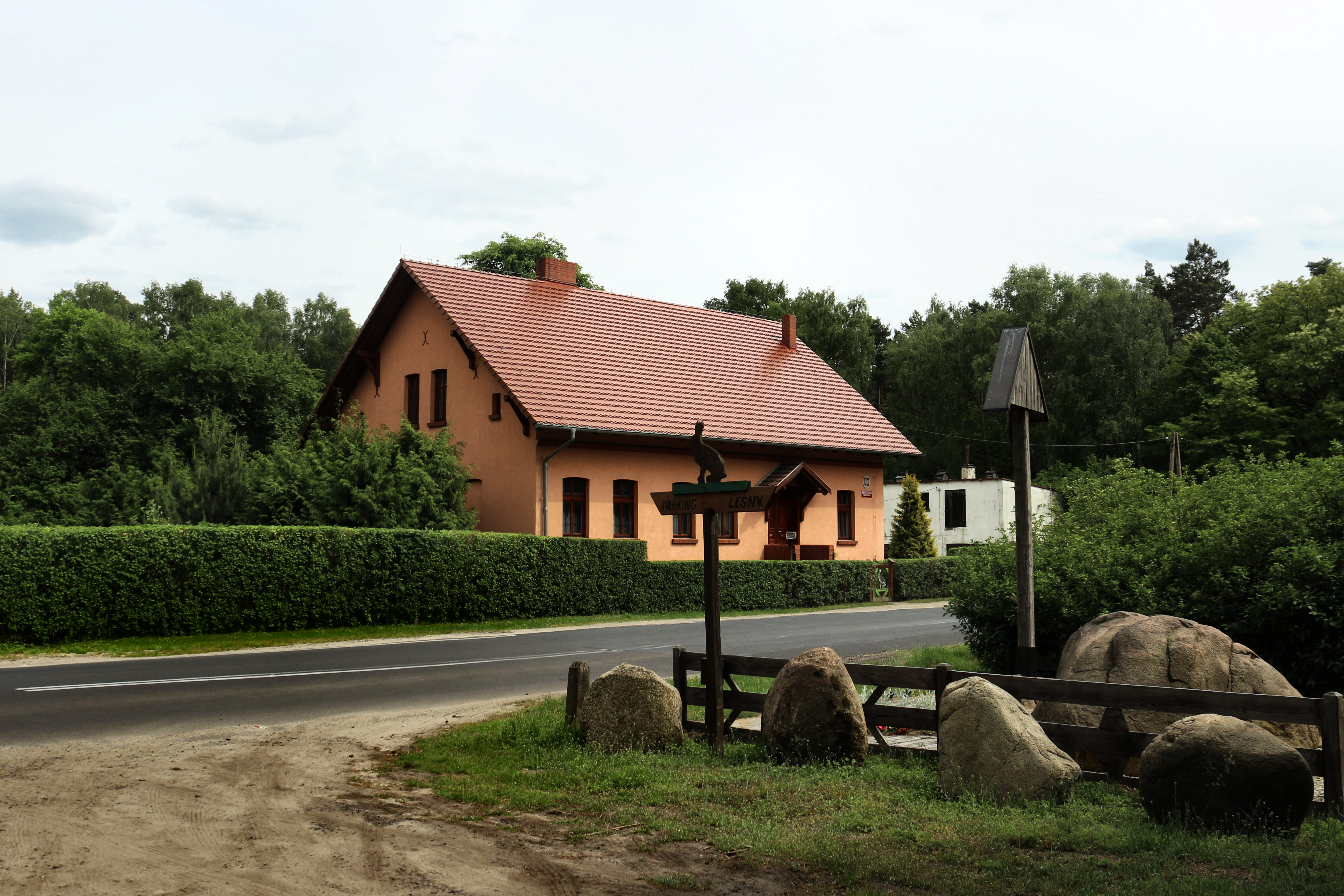
Leśnictwo Krzyżowiec
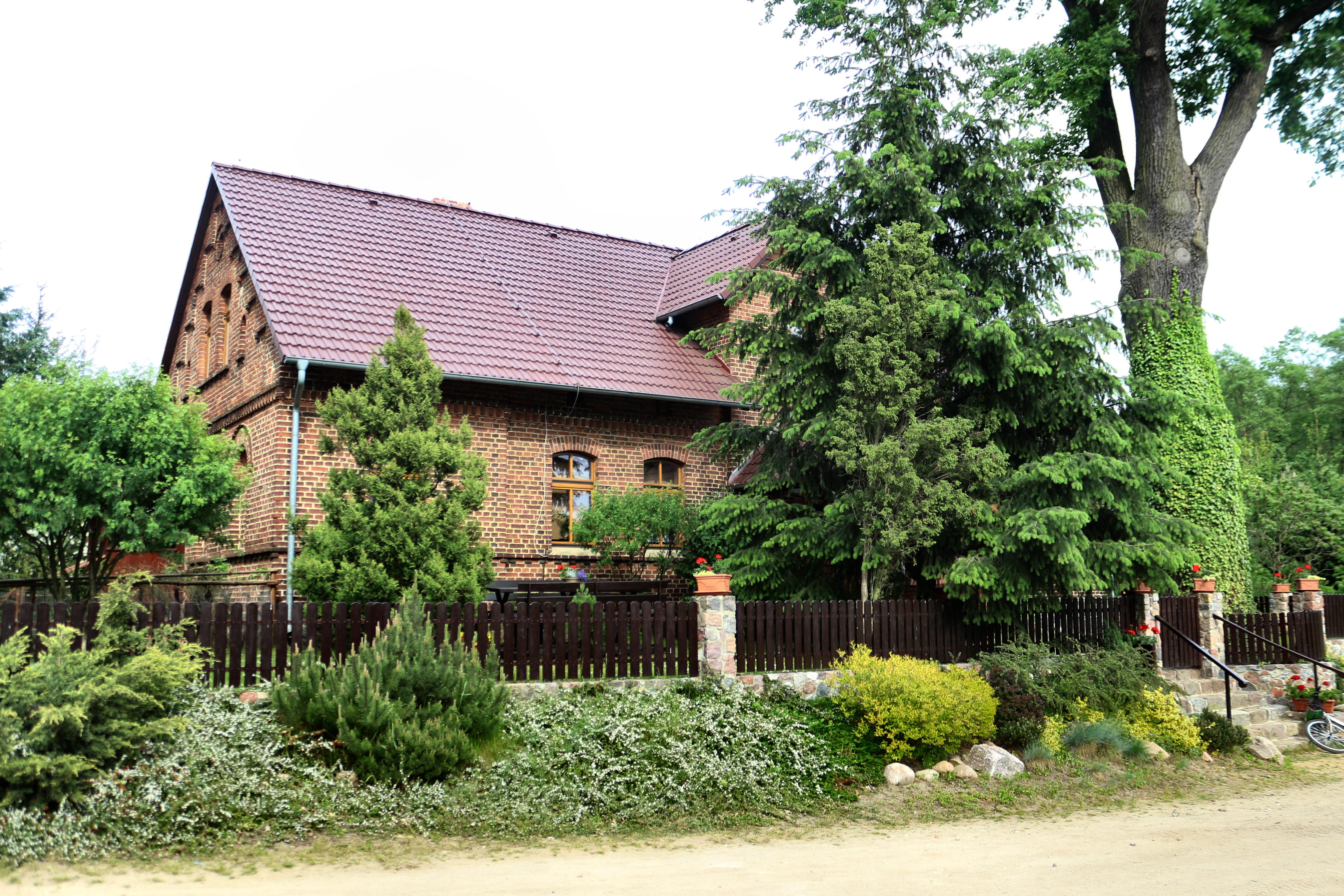
Leśnictwo Koczury